# Tillandsia barborkae
Tillandsia barborkae är en gräsväxtart som beskrevs av Josef Jakob Halda och Hertus. Tillandsia barborkae ingår i släktet Tillandsia och familjen Bromeliaceae. Inga underarter finns listade i Catalogue of Life.